# ام‌وی نیمبین
ام‌وی نیمبین (به انگلیسی: MV Nimbin) یک کشتی بود که طول آن ۶۵٫۵۳ متر (۲۱۵ فوت ۰ اینچ) بود. این کشتی در سال ۱۹۲۷ ساخته شد.